# Screechers Wild!
Screechers Wild!, conhecido na China como Opti-Morphs (机甲兽神之爆裂飞车) é uma série de anime chinês desenvolvido pela Alpha Animation Group e baseado numa franquia de brinquedos de mesmo nome.
No Brasil, estreou em 17 de setembro de 2018 no Cartoon Network Brasil.  Antes disso, o brinquedo já vinha sendo distribuído pela DTC.
Em Portugal, estreou em 22 de abril de 2019 no Biggs.

## Sinopse
A história é protagonizada pelos irmãos Xander e Ringo, dois Corredores Screecher que estão em um acampamento de verão na futurista cidade Zephyr e sonham em poder se classificarem no torneio da Arena do Ar para se tornarem corredores classe A. Tudo muda quando eles conhecem o esnobe Ronan que os desrespeita e almeja poder dominar todos os Discos Screecher para dominar o mundo. Com isso Xander e Ringo passam a lutar unindo forças com outros corredores para impedir os planos de Ronan e seus capangas.

## Personagens
Protagonistas
- Xander (飞伦, Fēi lún) - O irmão mais velho de Ringo e dono do Jayhawk. Diferente de seus amigos Xander é mais o sério e centrado nas missões e batalhas. Tem como sonho se tornar um corredor de classe A desde que recebeu um disco autografado de Zeta quando mais novo.
- Ringo (擎锋, Qíng fēng) - O irmão mais novo de Xander e dono do Revadactyl. Ao contrário de Xander ele se mostra ser mais imaturo e imprudente nas coisas que faz, além de ter um apetite exagerado e ser péssimo nos estudos.
- Ann (安雅, Ānyǎ) - Uma menina orgulhosa e arrogante que é uma animiga de Xander e Ringo, e também é dona do KnightVision. Foi introduzida a partir do episódio 3. Ela idolatra Ronan e muitas vezes se desentende com Xander e Ringo (principalmente Ringo) quando se encontram. Assim como os garotos ela também se classifica para a Arena do Ar, porém sem nenhuma explicação. A partir do episódio 21 ela passa a aderir um alter ego de super-heroína chamado Queen Pink.
- Noah (雷诺, Léinuò) - O melhor amigo de Xander e Ringo introduzido a partir do episódio 5. É dono do Sparkbug, porém diferente dos dois ele é muito inseguro e não tem controle total sobre seu Screecher e como batalhar. Posteriormente consegue se qualificar na Arena do Ar junto de Xander, Ringo e Alex.
- Alex (武泽, Wǔ zé) - Um garoto de descendência oriental que é dono do Gatecreeper. Ele foi introduzido a partir do episódio 11 como um rival para Xander, Ringo e Noah, tendo grandes habilidades com artes marciais, porém posteriormente se torna aliado deles formando um quarteto ao entrarem na Arena do Ar.
- Neo (马赫, Ní yǔ) - Um corredor de classe B parceiro de Nigel e dono do CrocShock. Foi introduzido a partir do episódio 15 como um rival para Xander e Ringo na Arena do Ar. É magro e tende a ser o cérebro da dupla.
- Nigel (尼震, Ní zhèn) - Corredor de classe B parceiro de Neo e dono do Spikestruck. Também foi introduzido a partir do episódio 15 como um rival para Xander e Ringo na Arena do Ar. É gordo e tende a ser os músculos da dupla.

Vilões
- Ronan (凯飒, Kǎi sà) - O principal antagonista do desenho. Um garoto rico e arrogante que é um corredor de classe A que gosta de rebaixar outros corredores novatos. No começo da série ele foi apresentado apenas como um simples rival pros garotos, tendo como meta conquistar todos os Discos Screecher para se tornar o melhor corredor sendo auxiliado por Tamala, Vlad, Spleeve e Dr. Odis. No entanto mais pro final da série ele revela não ser ao todo mal chegando a formar amizade com Xander até ser traído por Odis e possuído pela energia escura para destruir o mundo. Depois que Odis é derrotado Ronan se redime e passa pro lado de Xander e Ringo.
- Tamala (赤珠, Chì zhū) - Uma capanga de Ronan e dona da Nightweaver. Uma mulher orgulhosa e arrogante que trabalha junto de Vlad em busca de coletar os Discos Screecher de Xander e seus amigos, normalmente fracassando.
- Vlad (狂虎, Kuáng hǔ) - Outro capanga de Ronan e dono do Stingshift. Um homem bruto e pouco esperto que trabalha junto de Tamala para coletar todos os Discos Screecher para Ronan. Assim como Tamala ele é incompetente.
- Spleeve (龙斗, Lóng dòu) - Um aliado de Tamala e Vlad e dono do Monkeywrench. Foi introduzido no episódio 9. Assim como os outros dois ele também trabalha para Ronan e Dr. Odis.
- Dr. Odis (傲咨, Áo Zì) - Um cientista misterioso que trabalha em conjunto com Ronan e busca dominar os Discos Screecher de alto nível. Nos primeiros episódios nada se sabia sobre ele, porém até o final da temporada é revelado que Odis é de fato o representante da escuridão da força Screecher e o rival de Zeta na luta entre luz e escuridão. Sua meta desde o início era de possuir o computador Screech para liberar a escuridão e derrotar os portadores da luz. Ele é derrotado no último episódio por Xander e Ringo.
- Snowygirl (白晶, Bái jīng) e Dark Blair (黑曜, Hēi yào) - Duas corredoras artificiais criadas originalmente pelo Dr. Odis para se aproximarem de Xander e Ringo e buscarem informações sobre eles. Elas são introduzidas a partir do episódio 28. No decorrer dos episódios as duas acabam por desenvolverem uma certa amizade com os garotos, Snowygirl com Ringo e Dark Blair com Xander, por conta disso elas acabam se redimindo no final da série.

Screechers
- Jayhawk - O Screecher de Xander. Tem como forma a de um falcão azul. No passado costumava pertencer a Zeta, e sofre de amnésia sobre o seu passado e origem. No final da série no entanto é revelado que parte das lembranças de sua amnésia provém de sua vida antiga em outro universo, sendo ele o único Screecher a conseguir ter memórias da origem dos Screechers e os discos.
- Revadactyl - O Screecher de Ringo. Tem como forma a de um pterodáctilo vermelho.
- Rattlecat - O segundo Screecher de Xander introduzido no episódio 12. Tem como forma a de um tigre dente de sabre azul. Originalmente era um experimento feito pelo Dr. Odis, mas acabou fugindo e se encontrando com os garotos.
- T-Wrekker - O segundo Screecher de Ringo introduzido no episódio 12. Tem como forma a de um tiranossauro rex amarelo. Assim como Rattlecat também era um experimento do Dr. Odis, até fugir e se encontrar com os garotos.
- Knightvision - O Screecher de Ann. Tem como forma a de um pégaso verde e branco.
- Sparkbug - O Screecher de Noah. Tem como forma a de um besouro amarelo. Se mostra muito rebelde ao seu dono e é capaz de comer mesmo sendo uma máquina.
- Pyrosaur - Segundo Screecher de Noah introduzido no episódio 26. Tem como forma a de um tricerátopo vermelho. Noah o encontrou enquanto estava quase desistindo de se tornar um corredor classe B.
- Gatecreeper - O Screecher de Alex. Tem como forma a de um louva-deus verde.
- Nitebite - O Screecher de Ronan. Tem como forma a de um morcego preto e roxo. Permaneceu sendo o Screecher principal de Ronan até o episódio 33 quando foi substituído por Fieldtiger, porém retorno a Ronan no último episódio.
- Fieldtiger - O segundo Screecher de Ronan introduzido no episódio 33. Tem como forma a de um tigre amarelo. Ele foi dado a Ronan pelo Dr. Odis tendo a fonte da energia escura dos Screechers e o possuindo Ronan. Ele fica com Ronan até a derrota de Odis no último episódio.
- Nightweaver - A Screecher de Tamala. Tem como forma a de uma aranha preta.
- Stingshift - O Screecher de Vlad. Tem como forma a de um escorpião roxo.
- Monkeywrench - O Screecher de Spleeve. Tem como forma a de um gorila vermelho. Um pouco rebelde e não muito esperto, muitas vezes chegando a querer agir como um real gorila.
- CrocShock - O Screecher de Neo. Tem como forma a de um crocodilo verde.
- Spikestruck - O Screecher de Nigel. Tem como forma a de um estegossauro vermelho.
- V-Bone - O Screecher de Bivouac. Tem como forma a de um touro amarelo.
- Smokey - O Screecher de Zeta. Tem como forma a de um urso preto.
- Ellefeather - O Screecher de Snowygirl. Tem como forma a de um pássaro azul.
- Flaming Python - O Screecher de Dark Blair. Tem como forma a de uma serpente de 3 cabeças vermelha.

Outros personagens
- DJ Screech (爆裂主持, Bàoliè zhǔchí) - É o sujeito responsável por ser o juiz e comandar as batalhas Screechers na cidade Zephyr. Toda vez que uma batalha ocorre ele sempre surge do nada para narrar a competição. Ele sempre anda usando óculos escuros e carregando um microfone na mão.
- Zeta (泽塔, Zé tǎ) - O considerado melhor corredor Screecher de classe A que juntamente de Bivouac são os corredores mais populares da cidade Zephyr. Ele é o maior ídolo de Xander tendo sido responsável por dar-lhe o Disco Screecher do Jayhawk quando ele era mais novo. É revelado mais adiante que no passado ele costumava ser parceiro de Jayhawk. Seu principal e atual Screecher é o Smokey.
- Bivouac (马赫, Mǎhè) - Outro corredor Screecher de classe A parceiro de Zeta que também é um dos corredores mais populares da cidade Zephyr. Diferente de Zeta ele se mostra ser mais extrovertido chegando a se comportar um pouco como Ringo as vezes. No passado costumava ser um cowboy e morava numa fazenda, porém fugiu de casa para seguir seu sonho de se tornar o maior corredor Screecher. É o segundo melhor corredor da cidade Zephyr perdendo apenas pro Zeta Tem como Screecher o V-Bone.
- Professor Jack - É um robô criado pelo Centro de Tutor Transformar que apareceu no episódio 10. Ele foi mandado pela mãe de Xander e Ringo para alertar os meninos que se eles não fizessem os deveres de casa os mandariam de volta para casa. A princípio ele se apresentou como um robô altamente severo agindo de uma maneira antagonista para Ringo, porém depois de ser atingido por um coco na cabeça foi reprogramado virando um robô treinador.
- Pais de Alex - São um casal mestres de artes marciais excêntricos. O pai se parece um pouco com o filho, enquanto que a mãe é enorme e musculosa sendo maior que o marido. Alex procura impressioná-los ao participar do torneio de Screechers Wild.
- Scane - Alter ego de DJ Screech usado no episódio 24. Ele usou esse disfarce para enganar Xander, Ringo e Ann fazendo-os acreditarem que ele era um alienígena com a cara do Ronan como forma de usá-los numa pegadinha gravada para TV, porém no final a farsa acabou sendo revelada.

## Dublagem Brasileira
Estúdio:Atma Entretenimento
Direção: Aníbal Munhoz
Direção Musical:Gilberto De Syllos

Personagens Principais
Xander: Lucas Gama
Ringo: Carlos Magno
Noah: Bruno Marçal
Ronan: Matheus Ferreira

Screechers
JayHawk: Fernando Ferraz
RavAdactyl: Ênio Vivona
Sparkbug: Gustavo Martinez
Nitebite: Cassiano Ávila
Stingshift: Charles Dalla
Bivouac: André Sauer
Knightvision: Rogério Viggiani
Nightwaver: Jéssica Cardia
V-Bone: Vanderlan Mendes
Smokey: Mário Spatziani
Spleeve: Márcio Marconato
Rattlecat: Pierre Bittencourt
Gatecreeper: Raul Rosa
T-Wreek: Mauro Gasperini
Crocshok: Jonathan Guedes

Vilões
Vlad: Dlaigelles Riba
Tamala: Letícia dos Santos

Elenco Recorrente
Ann: Bia Dellamonica
Zeta: Caio Freire
Alex: César Tunas
Nigel: Gilmar Lourenço
Neil: Roberto Rodrigues
DJ Screech: Arthur Machado
DR. Odis: Aníbal Munhoz